# Pagoda della Piccola Oca Selvatica

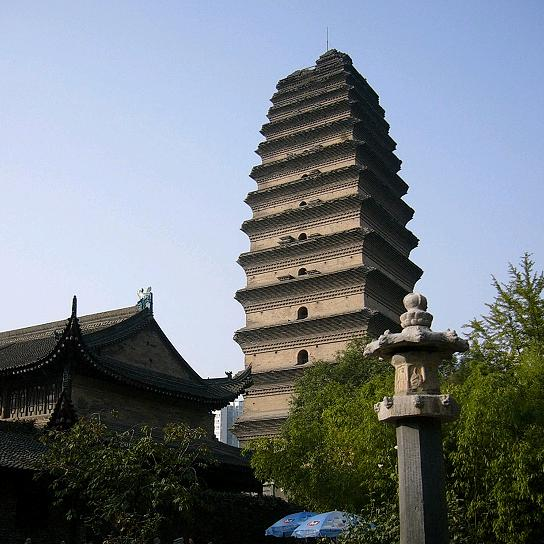
Pagoda della Piccola Oca Selvatica, Xi'an, Cina

La Pagoda della Piccola Oca Selvatica (小雁塔S, Xiǎoyàn TǎP), detta anche Piccola Pagoda dell'Oca Selvatica, è una delle due grandi pagode di Xi'an, nello Shaanxi, Cina, corrispondente all'antica capitale Han e Tang di Chang'an. L'altra importante pagoda della città è quella della Grande Oca Selvatica, costruita nel 652 e restaurata nel 704.

## Storia
La Pagoda della Piccola Oca fu eretta tra il 707 e il 709 durante la dinastia Tang sotto l'imperatore Zhongzong (r. 705–710). La pagoda s'innalzava per 45 m finché non venne danneggiata dal terremoto dello Shaanxi del 1556, che ridusse la sua altezza a 43 m con 15 piani. La pagoda è caratterizzata da una struttura in laterizio costruita intorno a un vano interno; la sua base quadrangolare e la sua conformazione riflettono lo stile d'altre pagode dell'epoca.
Sotto i Tang, la Pagoda della Piccola Oca Selvatica s'elevava su una strada che partiva dal suo tempio madre, il Dajianfu-si. I pellegrini portavano le sacre scritture buddhiste dall'India nella pagoda e nel tempio, il quale divenne il principale centro di traduzione di testi buddhisti a Chang'an. Il Dajianfu-si è anteriore alla Pagoda della Piccola Oca, dato che fu eretto nel 684, esattamente 100 giorni dopo la morte dell'imperatore Gaozong (r. 649–683). L'imperatore Zhongzong destinò la sua residenza alla costruzione del tempio buddhista, mantenendolo per 200 monaci in onore del suo padre defunto Gaozong. Il tempio venne denominato da Zhongzong "Daxianfu-si", o "Grande monastero delle benedizioni offerte", ma nel 690 esso fu rinominato "Dajianfu-si" dall'imperatrice Wu Zetian.

## Costruzione della Pagoda della Piccola oca selvatica
La costruzione della Pagoda della Piccola oca selvatica avvenne per volontà di Dai An, un monaco buddista dell'epoca Tang, che nel 709 costruì la pagoda all’interno del Tempio della felicità principalmente per destinarla alla conservazione di testi religiosi buddisti, nello specifico i rotoli contenenti i Sutra buddisti che il Monaco Yijing 义净 portò dall'India.
La Piccola Pagoda dell’Oca Selvatica ha una struttura in mattoni divisibile in tre parti: il palazzo sotterraneo, la base, il corpo principale. In principio la pagoda era alta circa 45 metri. Tuttavia, dopo che nel 1556 si verificò un forte terremoto, la parte superiore della torre subì un grave danno e due piani crollarono. Nel 1989, l'altezza totale della torre era di 43.395 metri.